# Chuyến bay 90 của Air Florida
Chuyến bay 90 của Air Florida 90 là một chuyến bay vận chuyển hành khách theo lịch trình từ sân bay quốc gia Ronald Reagan Washington đi sân bay quốc tế Fort Lauderdale – Hollywood với một điểm dừng chân trung tại sân bay quốc tế Tampa.
Ngày 13 tháng 1 năm 1982, chiếc Boeing 737-200 đã đăng ký số N62AF, đâm vào cầu 14th Street qua sông Potomac. Chiếc máy bay ban đầu được mua bởi United Airlines vào năm 1969 và bay với số lượng đăng ký của N9050U. Nó đã được bán cho Air Florida vào năm 1980.
Lỗi do cơ trưởng:
Đã phất lờ lời cảnh báo của cơ phó cho rằng nên quay lại phá lớp băng trên cánh máy bay.
- Dùng chế độ reverse để đẩy lùi làm tăng lớp băng dày trên cánh máy bay.
- Không dùng chế độ anti-ice cho động cơ làm đóng băng đồng hồ.Cho ra chỉ số không đúng về động cơ.
Lỗi của nhân viên mặt đất:
- Pha chất lỏng không đúng mức quy định (dung dịch phá băng gồm:nước nóng+ monopropylene glycol),thay vì pha 30%,đội phá băng lại pha 18%.